# Alles wird gut (2020)
Alles wird gut (Originaltitel: Abbi Fede) ist eine österreichisch-italienische Komödie des Regisseurs Giorgio Pasotti, deren Weltpremiere am 15. Jänner 2020 in Wien stattfand und die anschließend am 23. Jänner 2020 in Österreich in die Kinos kam. Die Filmhandlung basiert auf der international erfolgreichen dänischen Komödie Adams Äpfel von Anders Thomas Jensen aus dem Jahr 2005. Die Hauptrollen des Films sind mit Robert Palfrader, Gerti Drassl, Giorgio Pasotti, Claudio Amendola und Aram Kian besetzt.
Das Filminstitut Österreich schrieb zur Erstausstrahlung: „Eine schwarze Komödie mit zuversichtlichem Sarkasmus, Zynismus und Ironie.“

## Handlung
Adamo, ein wegen Gewalttaten verurteilter italienischer Neofaschist mit Kontakten zur sizilianischen Mafia, muss laut einer Bewährungsauflage eine Zeit in einem kleinen Südtiroler Bergdorf, in der Kirchengemeinde des Pfarrers Ivano Struchio, verbringen. Dort leben auch der alkoholkranke und kleptomanische österreichische Ex-Ski-Sieges-Rennläufer Gustav sowie der cholerische arabische Terrorist Khalid und die naive schwangere Sara. Gustav liebt es, Katzen zu streicheln, Sara wiederum liebt Gustav und träumt davon, zusammen mit ihm die Eisbären am Nordpol zu retten. Khalid hingegen hat ein aufbrausendes Wesen und liebt Bomben, Explosionen und Unfälle auf Tankstellen, Adamo hingegen hasst er von Beginn an.
Im Rahmen seiner Bewährung muss Adamo eine selbstgestellte Aufgabe erfüllen. Danach wäre er frei. Als er im Kirchenhof den alten Apfelbaum sieht, hat er die Eingebung, dass er doch einen imposanten Apfelstrudel aus den Äpfeln eben dieses Baumes backen könnte. Unsicher unterbreitet er Ivano seinen Vorschlag und stößt bei diesem zu seiner Verwunderung auf Begeisterung. Von nun an solle er gut auf den Apfelbaum achten, meint Ivano nur.
Bald darauf wird der Apfelbaum von merkwürdigen Unglücksfällen heimgesucht. Zunächst einmal attackieren ihn Krähen. Nur wenig später stellt sich heraus, dass die Äpfel von Würmern befallen sind. Und dann schlägt sogar ein Blitz in die Krone des Baumes ein. Adamo, der sein Ziel schon vor Augen gesehen hatte, sieht dieses in die Ferne rücken. Ivano hingegen schreibt diese Angriffe auf den Baum dem Teufel zu. Als ob das nicht schon genug wäre, taucht auch noch Adamos Gang auf. Adamos Zusammenleben mit Khalid, einem Faschisten mit Nazi-Vergangenheit, ist für den muslimischen Terroristen ohnehin schon problembeladen, da zwei Weltbilder aufeinanderprallen. Gustav befindet sich zwischen ihnen, wobei ihm seine Behäbigkeit und seine phlegmatische Schicksalsergebenheit eher zugutekommen. Allerdings eignet er sich Adamos Handy und dessen Brieftasche an. Gustavs Konsum von Cabernet Sauvignon, den er als Hustensirup ausgibt, ist enorm. Sara wiederum ist zu den Männern gestoßen, weil sie auf der Suche nach dem Vater ihres Kindes, einem Maler, ist. Alles, was dieser ihr hinterließ, war eine leere Visitenkarte und ein Pinsel. Den sogenannten „Hustensirup“ teilt sie sich mit Gustav.
Ivano, der von persönlichen Schicksalsschlägen nicht verschont geblieben ist, glaubt uneingeschränkt an das Beste in jedem Menschen. Obwohl er seine Frau verloren hat und sein Sohn querschnittsgelähmt ist, prägt sein grenzenloser Optimismus sein gesamtes Wesen, daher ist es für ihn selbstverständlich, sich sogenannter verlorener Charaktere uneigennützig anzunehmen. Nachdem noch so einiges passiert ist, wird Adamo, der Saulus, doch noch zum Paulus. An Ivanos Seite kümmert er sich um die nächsten Fehlgeleiteten, die den Weg in das kleine Südtiroler Bergdorf finden, denn die nächste Apfelernte wird kommen und Gottes Wege sind, zumindest das weiß man, unergründlich.

## Produktion

### Produktionsnotizen
Produziert wurde der Film von der Sigma Filmproduktion GmbH, der Verleih lag bei Einhorn-Film Bludenz, Michael Wieser. Die Herstellung des Films wurde vom österreichischen Filminstitut (ÖFI) mit 256.000 € gefördert. Der Anteil der Herstellungskosten lag auf der Seite Österreichs bei 50 Prozent. Dem Produzenten lag eine Zusage des ORF im Rahmen eines Film-/Fernsehabkommens über 230.000 € vor. Der Film entstand in Koproduktion mit Greif Film Cannizzo Produzioni, Italien, sowie mit Cineworld Roma & Dinamo Film IDM Südtirol – Alto Adige, Lazio Cinema und Internal Tax Credit. Rai Cinema unterstützte den Film ebenfalls.

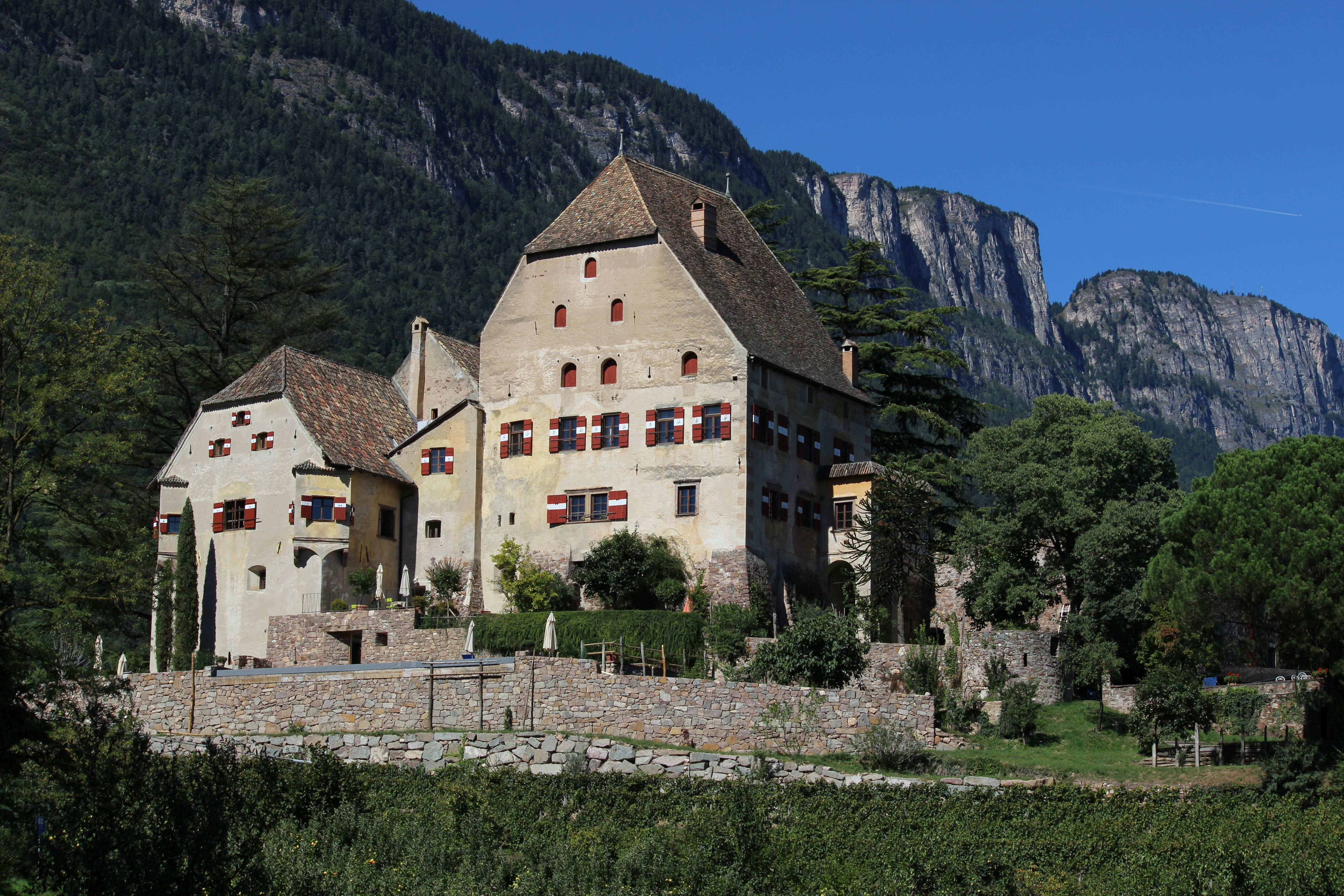
Schloss Englar, einer der Drehorte im Film

Gedreht wurde im Herbst 2018, Drehbeginn 15. Oktober 2018, in Südtirol. Es fielen 24 Drehtage an. Die Dreharbeiten fanden in Bozen, Eppan, auf Schloss Englar und in Oberbozen statt. Die Fertigstellung des Films erfolgte im Frühjahr 2019.

### Hintergrund
Die Initiatoren des Films erläuterten, dass der italienische Produzent Gianluca Lazzaroni mit der Idee an sie herangetreten sei, den erfolgreichen europäischen Film Adams Äpfel neu zu verfilmen. Spontan sei Interesse dagewesen. Der Film sollte in Südtirol entstehen, die Besetzung habe sich nach Vorstellungen Lazzaronis aus einer Mischung von italienischen und österreichischen Schauspielern zusammensetzen sollen. Man habe gewusst, dass ein solches Remake eines zumindest bei Cineasten als Filmheiligtum geltenden Films ein gewagtes Unterfangen sei. Man habe das Original auf keinen Fall verbessern, sondern es aus einem anderen Blickwinkel darstellen wollen. So sei aus dem nordisch, protestantischen Hintergrund ein katholischer geworden. Vor allem aber habe man den Film mit aller Konsequenz als schwarze Komödie erzählen wollen. Dabei habe man sich streng an die Definition der schwarzen Komödie gehalten, dass hinter der Fassade zynischer Grenzüberschreitungen ein aufrichtiges Anliegen stehe und falsche Hierarchien, Konventionen und Verlogenheiten innerhalb einer Gesellschaft mit den Mitteln filmischer Satire zu entlarven seien.
Als österreichische Besetzung seien dann Gerti Drassl und Robert Palfrader, zwei Stars des österreichischen Films mit Südtiroler Wurzeln, gewählt worden. Gerti Drassls Elternhaus habe sich nur einige hundert Meter vom Hauptmotiv des Films in St. Michael nahe Bozen befunden. Der Schauplatz des Films war einst ihr Kinderspielplatz. Robert Palfraders Vater sei Rätoromane gewesen, genauer gesagt ein Ladiner. Die Heimatgemeinde der Palfraders ist seit Jahrhunderten St. Vigil in Enneberg. In Palfraders Familie werde noch rätoromanisch gesprochen, auch wenn der Schauspieler selbst es nur leidlich beherrsche. Abgerundet worden sei das österreichische Team dann noch durch die Set-Designerin Veronika Merlin und den Tonmeister Odo Grötschnig. Die Bild- und Tonproduktion habe dann in Wien stattgefunden, wobei „ein besonderer Dank an den Synchronregisseur Martin Repka für seinen geglückten Transfer der Dialoge vom Italienischen ins Deutsche“ gehe.
Claudio Amendola, der den Adamo verkörpert, äußerte über seine Rolle, es mache Spaß, das absolut Böse zu spielen, er möge die Rollen, deren Charaktere böse seien, mehr. Als Pasotti ihn kontaktiert und ihm das Drehbuch und die DVD des dänischen Originalfilms geschickt habe, habe er ihn sofort angerufen, um ihm zu sagen, dass er verrückt nach der Rolle sei.

### Veröffentlichung
Alles wird gut startete am 23. Jänner 2020 in den österreichischen Kinos. Der englische Titel des Films lautet Have Faith. In Italien wurde der Film am 11. Juni 2020 unter dem Titel Abbi Fede von RAI Play veröffentlicht. Eine weitere Schreibweise des Titels ist Abbi fede.

## Kritik
In der Alto Adige, einer italienischsprachigen Tageszeitung in Südtirol stellte Matteo Groppo die Frage: „Ist das Böse das Werk des Teufels oder ist es Gottes Hand, die uns prüft?“ Der Film sei ein Zeichen dafür, dass der neue „Bozenwood“ im Schatten der Dolomiten bei Regisseuren und Produzenten immer stärker nachgefragt werde.
Chiara Maffioletti schrieb in der Corriere della Sera, Giorgio Pasotti, sei ein Priester gegen den Extremismus. Der Schauspieler, der hier seinen zweiten Film als Regisseur abliefere, erzähle mit komödiantischen Tönen vom Aufeinanderprallen von Gut und Böse. Und Claudio Amendola spiele den Camorra-Mann mit einer keltischen Flanke. Den Neofaschisten Adamo hätte niemand besser interpretieren können als Claudio Amendola, ein Camorra-Mann mit rasiertem Schädel, der das auffällige Tattoo eines keltischen Kreuzes zeigt.
Roberta Loriga befand auf der Seite Sentieri Selvaggi, dies sei ein Film, der es schaffe, eine aktuelle Geschichte der Integration zwischen Menschen zu erzählen, die weit voneinander entfernt seien, und zwar nicht nur in Bezug auf ihre Religion oder Zugehörigkeit, sondern auch bezüglich ihrer Lebenserfahrungen, Sichtweisen und der Art, wie sie bisher gelebt hätten. Zwischen ihnen herrsche eine Distanz, die durch Vergleich und Mitgefühl unbedingt abgebaut werden müsse. Wie schon der Originalfilm des Dänen Anders Thomas Jensen, sei auch dieser Film wiederum inspiriert vom Buch Hiob des Alten Testaments. Der Film bringe jene rohe Ironie auf die italienischen Bildschirme, die dazu führe, sich den ältesten existenziellen Fragen der Welt zu stellen. Bei dem Film handele es sich um eine schwarze Komödie, die das Gute dazu bringen wolle, das Böse zu überwinden, indem sie den Glauben als Trick benutze. Dieser ständige Kampf werde durch die Inszenierung ironisch unterstrichen. Der größte Verdienst des Films liege darin, dass er die Bosheit mit Ironie bekämpfe, was zu einigen besonderen Situationen führe. Das ambitionierte Werk enthalte in seiner Stärke aber einen Schwachpunkt. Falscher Humor sei manchmal nicht sehr effektiv, zumindest nicht so sehr, wie man es gerne hätte, und der Wechsel zwischen Ton und Situation, zwischen Komik und Dramatik gelinge nicht immer. Im Gegensatz zu seinem dänischen Bruder und obwohl der Film an einem für das italienische Kino ungewöhnlichen Ort spiele, leide das Remake unter der Italianisierung, was zu mehr Absurdität führe.
In der Neuen Südtiroler Tageszeitung stellte sich Renate Mumelter die Frage, was passiere, „wenn dänischer Humor in italienischen umgewandelt“ werde? und kam zu dem Ergebnis: „Es will nicht so recht funktionieren, trotz des ausgewählten Schauspielteams, trotz der hübschen Schauplätze. ‚Abbi fede‘ ist zum Grinsen, aber nicht wirklich zum laut Lachen. Aber was soll’s. Für einen Filmabend ohne größere Ansprüche reicht’s.“
Die Kritik von Renate Wagner für Online Merker, eine internationale Kulturplattform, fiel noch drastischer aus. Dort hieß es: „Alles wird gut? Für wen? Nicht für den Kinobesucher, der sich in diese schräge Komödie verirrt, die sich als Remake eines dänischen Films […] gibt. Damals gab es ganz gute Kritiken, hier würde man es bezweifeln. Der Film befindet sich nicht nur in totaler Schieflage, er ist leider auch grundsätzlich zutiefst dumm.“ Sie wünsche dem Regisseur viel Glück, „dafür ein Publikum zu finden“. Aber „eine Gutmenschen-Geschichte“ werde „das nicht, eher eine Dummmenschen-Story“.  Wahrscheinlich sei „eine satirische schwarze Gaunerkomödie beabsichtigt“ gewesen, „aber dieser Eintopf aus comicartigen Gestalten“ ergebe „kaum eine solche“. Wagner überlegte, was Gerti Drassl bewogen haben könnte, „sich als schwangere Sara ins Geschehen zu mischen“. Die Götter wüssten es nicht, vielleicht sei es Heimweh gewesen, weil sie doch Tirolerin sei. „Was da verbal abgesondert“ werde, sei „so dumm, dass einem die Hare zu Berg stehen“ würden, man erfahre, „dass alle irgendwie behindert“ seien und bezweifle es „keinen Augenblick angesichts der Geschichte und der Dialoge“. Bis sich dann „irgendein Happyend herbeigequält“ habe, könne man „den Filmemachern versichern, dass bei ihrem Film nichts gut geworden“ sei.
Auch Vienna Online konnte dem Film nichts abgewinnen und schrieb, der Titel sei „leider nicht Programm“. „Nichts an den Zutaten“ habe „den Film besser gemacht“. […] „Nicht seine Verlegung ins malerische Südtirol. Nicht seine österreichischen Beiträge durch Robert Palfrader als dauerbesoffenen Ex-Skifahrer und Gerti Drassl als Unschuld vom Lande. Und nicht die Änderung der Rezeptur. Statt einen Apfelkuchen aus den Früchten des kirchlichen Apfelbaums zu backen, wählt sich der Neuzugang in Vater Ivans Besserungsanstalt, ein gewalttätiger Neofaschist mit Kontakten zur sizilianischen Mafia (Claudio Amendola), diesmal nämlich einen Apfelstrudel als Resozialisierungsziel. Nicht nur für Ivans Äpfel gilt aber: Da ist der Wurm drinnen.“ […] Pasottis Film sei „weniger ‚eine schwarze Komödie mit paradoxen Charakteren‘ als die Wiederbelebung eines Genres, das man seit der Zivilisierung von diversen dem Brutalo-Humor huldigenden Bauernbühnen und Pradler Ritterspielen ausgestorben wähnte“.
Der Furche-Redakteur Otto Friedrich sah den Film wiederum positiver, meinte der Stoff habe „anno 2005 bereits die Kritiker überzeugt“ und „auch der Neuverfassung“ könne „diesbezüglich wenig nachgesagt werden, zumal mit Robert Palfrader und Gerti Drassl auch hiesige TV-Stars mit von der Partie“ seien. Weiter schrieb Friedrich: „Der Lokalkolorit passt, die Anspielungen an die politische Gegenwart ebenso, und zum Lachen gibt es auch in ‚Alles wird gut‘ – wobei einen Letzteres mitunter schon auch im Hals steckenbleibt.“